# 匡超人
匡超人，是中國古典小說《儒林外史》的虛構人物之一，名匡迥，号超人。
他原本是浙江省温州府乐清县纯朴善良的乡村少年，事亲至孝，因家贫失学，到省城杭州柴行学生意，后流落在城隍山測字混穷，偶遇选印八股文的马二先生（马纯上），获赠银两，回乡白日做小买卖，夜间用功读书，又得到知县李本瑛的赏识，提携他中了秀才。不料知县被摘印，匡超人逃到杭州避风头。
在杭州，匡超人结识了一群附庸风雅的假名士，头巾店老板景兰江、赵雪斋、盐商支剑峰、浦墨卿等，刻诗集，结诗社，又结交衙门包揽词讼的潘三爷，伪造朱签，捉刀代考、并娶妻郑氏。此时潘三突然被捕，匡超人将妻子郑氏送回家乡，前往京師投奔已经平反并升为给諫的李本瑛，并另娶李本瑛的外甥女，郑氏则已在乡下去世。